# マジック (ギランのアルバム)
『マジック』（Magic）は、イギリスのハードロック・バンド、ギランが1982年に発表した6作目のスタジオ・アルバム。

## 背景
ヤニック・ガーズ在籍時としては2作目に当たる。なお、バンドの中心人物イアン・ギランが自身の曲を再録音したアルバム『ギランズ・イン』（2006年）には、本作収録曲「ブルージー・ブルー・シー」のリメイクが収録され、ガーズは同作のヴァージョンでもギターを弾いた。
「リビング・フォー・ザ・シティ」はスティーヴィー・ワンダーのカヴァーで、本作からの第1弾シングルとしてもリリースされた。バンドは本作リリースに伴うツアーを最後に解散し、イアン・ギランはその後、短期間ブラック・サバスで活動した。

## 反響・評価
全英アルバムチャートでは6週トップ100入りし、最高17位を記録した。また、本作からのシングル「リビング・フォー・ザ・シティ」は全英シングルチャートで3週トップ100入りし、最高50位を記録した。
ジェイソン・アンダーソンはオールミュージックにおいて5点満点中2.5点を付け「冒頭の2曲"What's the Matter"と"Bluesy Blue Sea"は素晴らしいハードロックだが、それ以後は迫力に欠ける」「以前からのファンは喜ばないであろう、キーボード・ポップ路線の不可解な"Long Gone"も含まれている」と評している。

## 収録曲
特記なき楽曲はイアン・ギランとコリン・タウンズの共作。
1. ホワッツ・ザ・マター - "What's the Matter" (Ian Gillan, John McCoy, Janick Gers) - 3:31
2. ブルージィ・ブルー・シー - "Bluesy Blue Sea" (I. Gillan, J. Gers) - 4:53
3. コウト・イン・ア・トラップ - "Caught in a Trap" - 3:37
4. ロング・ゴーン - "Long Gone" - 3:56
5. ドライビング・ミー・ワイルド - "Driving Me Wild" - 3:00
6. デーモン・ドライバー - "Demon Driver" - 7:19
7. リビング・ア・ライ - "Living a Lie" - 4:28
8. ユーアー・ソー・ライト - "You're So Right" (I. Gillan, J. McCoy) - 2:56
9. リビング・フォー・ザ・シティ - "Living for the City" (Stevie Wonder) - 4:27
10. デーモン・ドライバー（リプライズ） - "Demon Driver - Reprise" - 0:44

### 1988年再発CDボーナス・トラック
1. ブレーキング・チェインズ - "Breaking Chains" (I. Gillan, J. Gers) - 3:28
  - シングル「Living for the City」のB面曲[6]。
2. フィジー - "Fiji" (I. Gillan, J. McCoy) - 5:20
  - シングル「Long Gone」のB面曲[7]。
3. パープル・スカイ - "Purple Sky" (I. Gillan, J. McCoy) - 3:24
  - 雑誌『Flexipop』付属のソノシートで発表された[4]。
4. サウス・アフリカ - "South Africa" (Bernie Marsden) - 4:03
  - 1988年にイアン・ギランのソロ名義で発表したシングル曲[8]。
5. ジョン - "John" (I. Gillan) - 4:43
  - シングル「South Africa」のB面曲[8]。
6. サウス・アフリカ（エクステンディッド・バージョン） - "South Africa (12" Extended Version)" (B. Marsden) - 7:18
7. ヘルター・スケルター - "Helter Skelter" (John Lennon, Paul McCartney) - 3:26
  - 未発表音源。
8. スモークスタック・ライトニング - "Smokestack Lightning" (Chester Burnett) - 4:09
  - 未発表音源。

### 2007年リマスターCDボーナス・トラック
1. "Breaking Chains" (I. Gillan, J. Gers) - 3:28
2. "Purple Sky" (I. Gillan, J. McCoy) - 3:24
3. "Fiji" (I. Gillan, J. McCoy) - 5:21
4. "Helter Skelter" (J. Lennon, P. McCartney) - 3:26
5. "Smokestack Lightning" (C. Burnett) - 4:07
6. "South Africa" (B. Marsden) - 4:03
7. "John" (I. Gillan) - 4:43
8. "South Africa (12" Extended Version)" (B. Marsden) - 7:20

## 参加ミュージシャン
- イアン・ギラン - ボーカル
- ヤニック・ガーズ - ギター
- コリン・タウンズ - キーボード
- ジョン・マッコイ - ベース
- ミック・アンダーウッド - ドラムス